# تشيت غرانت
تشيت غرانت (بالإنجليزية: Chet Grant)‏ هو لاعب كرة قدم أمريكية أمريكي، ولد في 22 فبراير 1892 في ديفايانس في الولايات المتحدة، وتوفي في 1985.